# ليمب بيزكت
ليمب بيزكت هي فرقة الميتال الأمريكية من جاكسونفيل، فلوريدا. حققت الفرقة نجاحا بتوزيع أكثر من 30 مليون البوم في جميع أنحاء العالم.
الأعضاء الحاليون في الفرقة تشمل المنشد فريد دورست، عازف الجيتار ويس بورلاند، عازف قيثارة سام ريفرز، الطبال جون اوتو (ابن عم ريفر) ترنتابليست / سابيلر / كيبورديست دي جي. وعازف الجيتار في الفرقة هو ويس بورلاند غادر في عام 2001 عقب صدور ألبوماتهم الثلاث الأولى ليحل محله مايك سميث للفرقه
وتنائج الفرقة قد تختلف في الإصدار الرابع ثم عاد بورلاند للحقيقه المؤكده(جزء 1) تركهم مرة أخرى في عام 2006 للعمل مع غيرها من المشاريع. فبراير 2009 شهد تأكيدا لجمع شمل الأعضاء الخمسة بجولة حول العالم المقرر ان تبدأ في ربيع ذلك العام.

## وصلات خارجية
- ليمب بيزكت على موقع IMDb (الإنجليزية)
- ليمب بيزكت على موقع ميوزك برينز (الإنجليزية)
- ليمب بيزكت على موقع رولينغ ستون (الإنجليزية)
- ليمب بيزكت على موقع أول ميوزيك (الإنجليزية)
- ليمب بيزكت على موقع ديسكوغز (الإنجليزية)